# Balbina Rivero
Francisca Balbina Rivero Pimienta (Granadilla de Abona, Tenerife, 1944), conocida como Balbina Rivero, es una escritora española que actualmente reside en Santa Cruz de Tenerife.

## Biografía
A pesar de haber comenzado a publicar en 2001, cuenta con numerosas obras editadas, entre las que se encuentran novelas, poemarios, colecciones de cuentos y aforismos, tanto en editoriales canarias como de fuera de las islas. 
Además de su producción literaria, Balbina pertenece al Consejo de Dirección de la revista literaria Insularia, editada por la Asociación Canaria de Escritores, ha publicado artículos en la prensa local, en la revista Entrelíneas y ha colaborado en programas de radio y televisión de distintas cadenas de ámbito local. Asimismo, participó en la producción del disco "A mis amigos" de la cantante venezolana Nancy Toro. Ha participado en numerosas ferias del libro y de la edición y, en 2006, fue la pregonera de las fiestas patronales de su pueblo natal.
Balbina Rivero siempre ha destacado por su empeño en acercar la literatura a los más pequeños por lo que ha hecho varias incursiones en la literatura infantil, tanto en el terreno de la narrativa como de la poesía. Dentro de este objetivo de llevar la literatura a los niños, ha impartido charlas en diferentes centros escolares de las islas, labor que se extendió al territorio de Madrid cuando, en 2007, fue la escritora invitada en la "Semana del libro infantil y juvenil", que organiza el Ilmo. Ayuntamiento de Valdemoro. 
En 2019, publica una autobiografía titulada Mis Yoes, y su figura es incorporada al proyecto educativo del Gobierno de Canarias, Constelación de escritoras canarias
En 2024, la Asociación Cultural Canaria de Escritores ACTE pone en marcha la primera edición del Premio de Poesía Social Balbina Rivero.

## Obras

### Relatos
- Ya nada es igual. Ed. Baile del Sol, 2001
- Aires del sur y del este. Granadilla de Abona, 2001.
- Ya nada es igual. Ed. Idea, 2006.
- Ella Confiesa. Baile del Sol, 2006.
- Aires del sur y del este. Emooby, 2011.
- Perdone que no me calle, Centro de la Cultura Popular Canaria 2017, (compilado por María Gutiérrez (escritora).
- Bajo el nogal. Ed. Cursiva, 2019.

### Novelas
- Doce horas para quince años. Ed. Idea, 2006
- Inextricable. Ed. Idea, 2006
- Óscar&Óscar. Ed. Idea, 2006
- Cuerda Locura. Ed. Idea, 2010
- Hermana Lega. Ed. Nectarina, 2022 [7]

### Poesía
- Viaje por la vida. Ed. Idea, 2006
- Ausencias. Ed. Idea, 2006
- Levedad del ser. Ed. Idea, 2009
- Poemas al viento. Ed. Escritura entre las nubes, 2015[8]
- Alegato del alma. Ed. Cursiva Books, 2020
- Tiempos de pandemia. Ed. Cursiva Books, 2022

### Infantiles
- Una dosis diaria de lectura. Ed. Idea, 2005
- La Rebelión de las vocales. Ed. Idea, 2005
- Pipo. Colección Yorca. Balbina Rivero, 2005 (enlace roto disponible en Internet Archive; véase el historial, la primera versión y la última).
- Entre alas y olas. Colección Yorca. Balbina Rivero, 2009
- Amaro Pargo, el pirata de Tenerife, Colección Yorca, Balbina Rivero, 2014
- Indiano verde y otros cuentos. Ed. Anaya, 2018

### Semblanzas y otros
- Luis Diego Cuscoy, maestro y poeta. Ed. Idea, 2007
- Fela, amiga y maestra. (Coordinadora y coautora) Ed. Idea, 2008
- Mis Yoes. Autobiografía. Ed. Escritura entre las nubes, 2019 [9]